# Diplostix gomyi
Diplostix gomyi är en skalbaggsart som beskrevs av Vienna 2007. Diplostix gomyi ingår i släktet Diplostix och familjen stumpbaggar.

## Underarter
Arten delas in i följande underarter:
- D. g. gomyi
- D. g. subrectestriata